# Corymbonotus bicolor
Corymbonotus bicolor är en insektsart som beskrevs av Maldonado-capriles 1977. Corymbonotus bicolor ingår i släktet Corymbonotus och familjen dvärgstritar. Inga underarter finns listade i Catalogue of Life.